# Notre-Dame-du-Rosaire
Notre-Dame-du-Rosaire är en kommun i provinsen Québec i Kanada. Den ligger i regionen Chaudière-Appalaches, i den sydöstra delen av landet, 400 km öster om huvudstaden Ottawa.